# Neolycaena iliensis
Neolycaena iliensis är en fjärilsart som beskrevs av Grum-grshimailo 1891. Neolycaena iliensis ingår i släktet Neolycaena och familjen juvelvingar. Inga underarter finns listade i Catalogue of Life.